# NOVO-programma
Het NOVO-programma is een voedingsadvies op basis van bloedonderzoek dat zijn oorsprong in Engeland heeft. Het NOVO-programma is in 2003 voortgekomen uit het Weight Management Programme dat door Ian Stokes begin 2002 ontwikkeld is.
Het NOVO-programma gaat uit van het feit dat bepaalde voedingsmiddelen een ontstekingsreactie in het bloed te zien geven en andere niet. Het basisprincipe van het NOVO-programma is het verwijderen van die voedingsstoffen die voornoemde ontstekingsreactie geven uit het dagelijkse voedingspatroon.
Ook een analyse van Candida albicans behoort standaard tot het NOVO-programma. Dit wordt op exact dezelfde wijze als alle andere voedingsmiddelen getest en zal dus wel of geen ontstekingsreactie in het bloed opwekken.
De resultaten die men met het programma kan behalen zijn:
1. verbetering van de energiehuishouding
2. gewichtsvermindering
3. verbetering van het algemene welzijn en welbevinden.

NOVO onderschrijft met het voedingsadvies algemeen geaccepteerde voedingsadviezen, zoals die worden toegepast. Daarbij valt te denken aan het toepassen van de Schijf van Vijf, de aanbevolen dagelijkse hoeveelheid of andere geaccepteerde adviezen die bijvoorbeeld door het voedingscentrum gegeven worden.